# Barbus foutensis
Barbus foutensis är en fiskart som beskrevs av Lévêque, Teugels och Thys van den Audenaerde, 1988. Barbus foutensis ingår i släktet Barbus och familjen karpfiskar. IUCN kategoriserar arten globalt som sårbar. Inga underarter finns listade.